# Lista wymarłych ssaków
Na poniższej liście umieszczone są rodzaje ssaków wymarłych, głównie prehistorycznych.

## PodgromadaPrototheria

### InfragromadaYinotheria
- Nadrodzina Shuotheriidae
  -     - Shuotherium
    - Pseudotribos

### Rządstekowce(Monotremata)
- - Rodzina Ornithorhynchidae
    -       - Monotrematum
        - Monotrematum sudamericanum

      - Obdurodon
      - Steropodon

  - Rodzina Kollikodontidae
    -       - Kollikodon

  - Rodzina kolczatkowate (Tachyglossidae)
    -       - Zaglossus
        - Zaglossus hacketti
        - Zaglossus robustus

      - Megalibgwilia

- -  ?
    -       -         - Kryoryctes cadburyi

      - Teinolophos
      - Zaglossus

## PodgromadaAllotheria

### RządMultituberculata

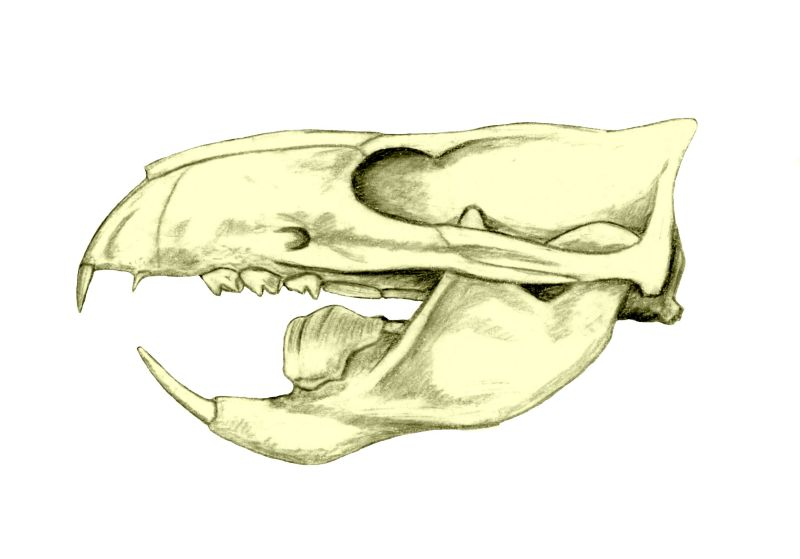
Ptilodus – czaszka

#### PodrządPlagiaulacida
- - Rodzina Albionbaataridae
  - Rodzina Allodontidae
  - Rodzina Eobaataridae
  - Rodzina Hahnodontidae
  - Rodzina Paulchoffatiidae
  - Rodzina Pinheirodontidae
  - Rodzina Plagiaulacidae
  - Rodzina Zofiabaataridae

#### Podrząd Cimolodonta
- Nadrodzina Djadochtatherioidea
- Nadrodzina Taeniolabidoidea
  - Rodzina Taeniolabididae
    -       - Lambdopsalis
      - Prionessus
      - Sphenopsalis
      - Taeniolabis
- Nadrodzina Ptilodontoidea
  -     -       - Neoliotomus

  - Rodzina Eucosmodontidae
    -       - Eucosmodon
      - Stygimys

  - Rodzina Microcosmodontidae
    -       - Acheronodon
      - Microcosmodon
      - Pentacosmodon

  - Rodzina Kogaionidae
    -       - Hainina

  - Rodzina Cimolomyidae
    -       - Buginbaatar
      - Cimolomys
      - Meniscoessus

  - Rodzina Boffiidae
    -       - Boffius

- -  ?
    -       - Anconodon
      - Baiotomeus
      - Cernaysia
      - Essonadon?
      - Kimbetohia
      - Liotomus
      - Mesodma
      - Mesodmops
      - Mimetodon
      - Neoplagiaulax
      - Prochetodon
      - Ptilodus
      - Sinobaatar
      - Xanclomys
      - Xyronomys

### RządTrykonodonty,Triconodonta

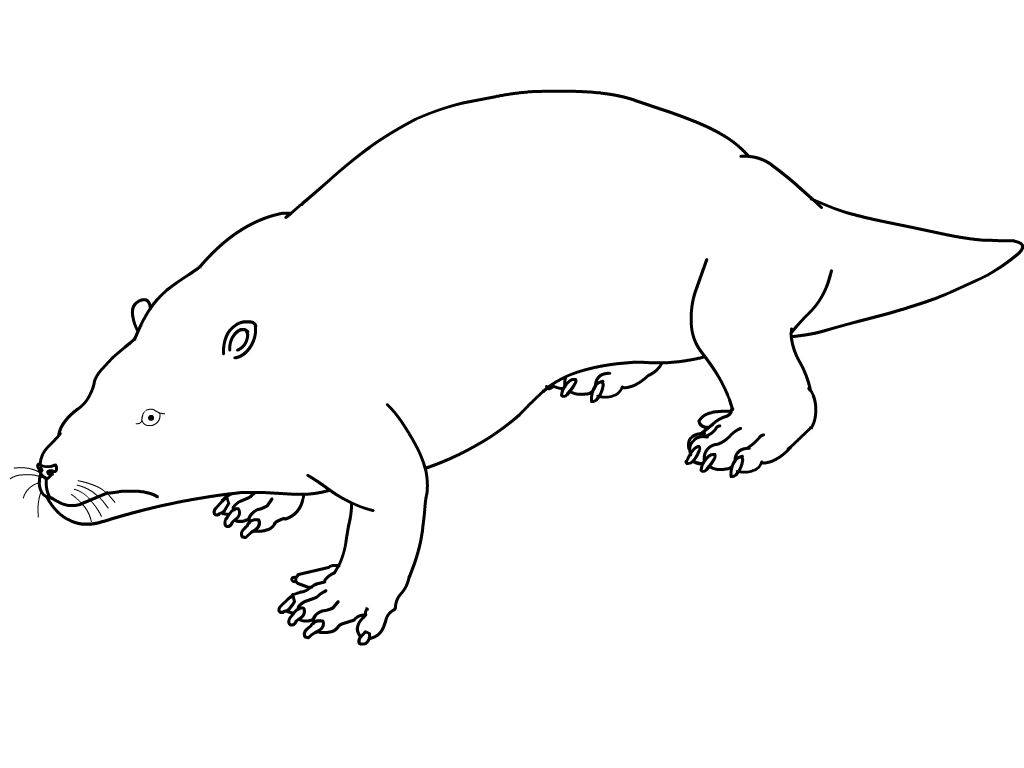
Repenomamus

- -     -       - Repenomamus
      - Jeholodens

### RządDokodonty,Docodonta
- - Docodontidae
    -       - Castorocauda

## PodgromadaTheria

### InfragromadaPantotheria

#### Rządsymetrodonty, Symmetrodonta
- -     -       - Zhangheotherium
      - Maotherium

#### Rządniełazokształtne, Dasyuromorphia
- - Rodzina Dasyuridae
    -       - Glaucodon

  - Rodzina wilki workowate, Thylacinidae
    -       - Badjcinus
      - Maximucinus
      - Muribacinus
      - Mutpuracinus
      - Ngamalacinus
      - Nimbacinus
      - Thylacinus
      - Tyarrpecinus
      - Wabulacinus

#### RządJamrajokształtne, Peramelemorphia
- - Rodzina Peramelidae
    -       - Parameles

  - Rodzina Thylacomyidae
    -       - Macrotis=Thylacomys

#### RządDwuprzodozębowce, Diprotodontia

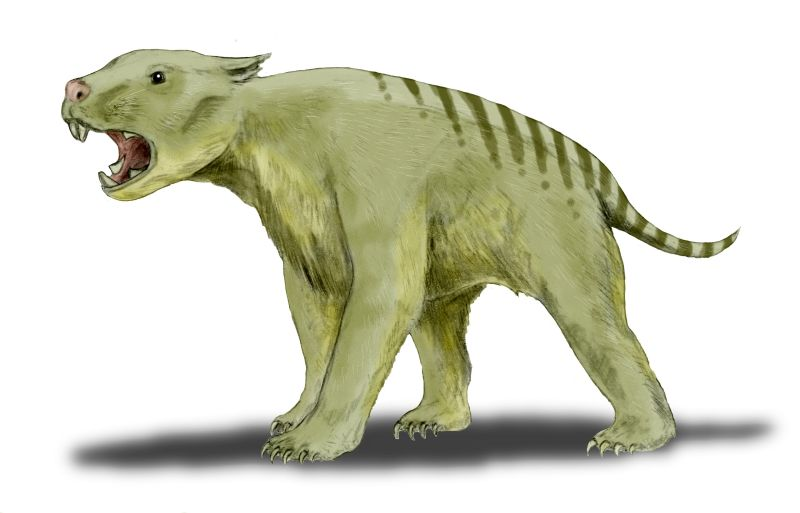
Lew workowaty

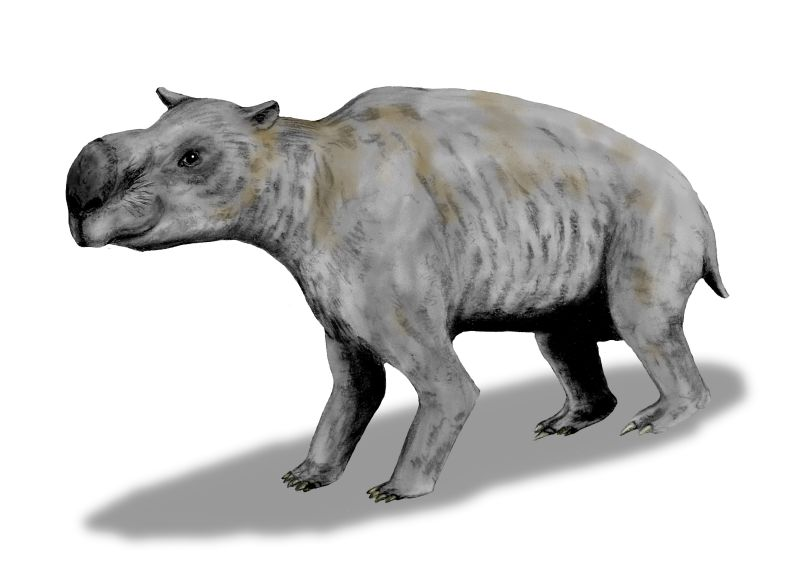
Diprotodon

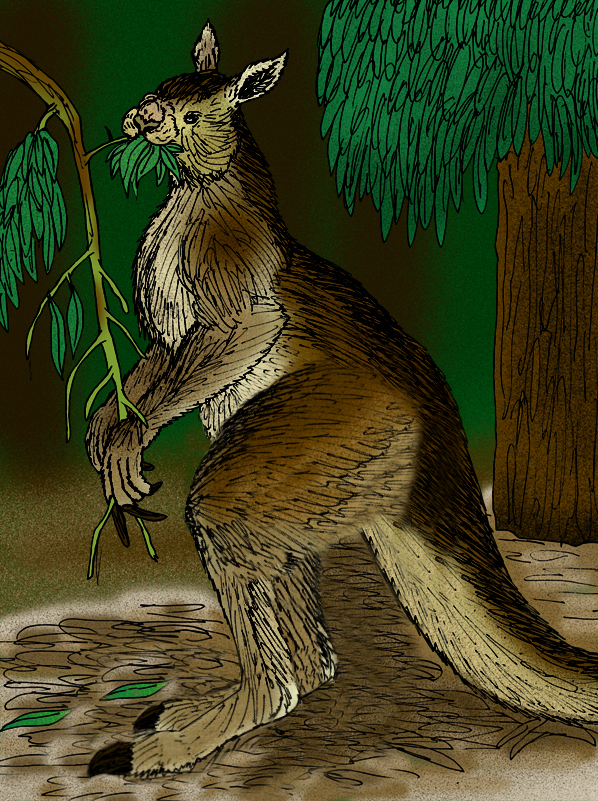
Procoptodon

- - Rodzina Thylacoleonidae
    -       - Lew workowaty, Thylacoleo

##### PodrządVombatiformes
- - Rodzina Diprotodontidae
    -       - Diprotodon

##### PodrządMacropodiformes
- - Rodzina kanguroszczurowate, Potoroidae
    -       - Potorous
      - Caloprymnus

  - Rodzina kangurowate, Macropodidae
    -       - Lagorchestes
      - Onychogalea
      - Procoptodon

  -  ?
    -       - Argyrolagus
      - Ekaltadeta
      - Maastrichtidelphys
      - Necrolestes
      - Palorchestes
      - Peradectes
      - Pucadelphys
      - Silvabestius
      - Simosthenurus
      - Sinodelphys
      - Yalkaparidon coheni („Thingodon”)
      - Wakaleo
      - Zygomataurus
      - Sthenurus
      - Propleopus

#### Rząd Mesonychia

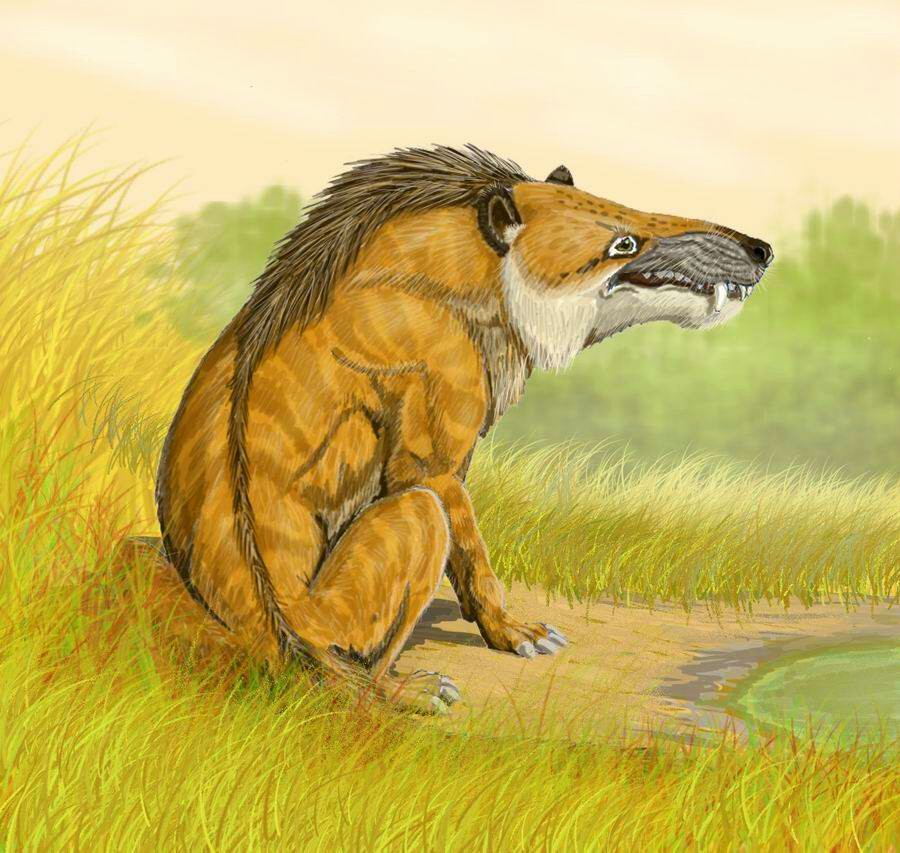
Andrewsarchus

### Szczepłożyskowce, Eutheria

#### RządLeptictida
- - Rodzina Gypsonictopidae
    -       - Gypsonictops

  - Rodzina Leptictidae
    -       - Prodiacodon
      - Palaeictops
      - Myrmecoboides
      - Xenacodon
      - Leptictis
      - Diaphyodectes?

  - Rodzina Didymoconidae
    -       - Zeuctherium
      - Archaeoryctes

  - Rodzina Pseudorhynchocyonidae
    -       - Leptictidium

#### RządApatotheria
- - Rodzina Apatemyidae
    -       - Jepsenella
      - Labidolemur
      - Unuchinia

#### RządPantolesta
- - Rodzina Pentacodontidae
    -       - Coriphagus
      - Aphronorus
      - Pentacodon
      - Protentomodon
      - Bisonalveus

  - Rodzina Pantolestidae
    -       - Propalaeosinopa
      - Bessoecetor
      - Palaeosinopa
      - Paleotomus
      - Pantomimus
      - Pagonomus
      - Todralestes
      - Nosella?

#### Rządowadożerne, Insectivora

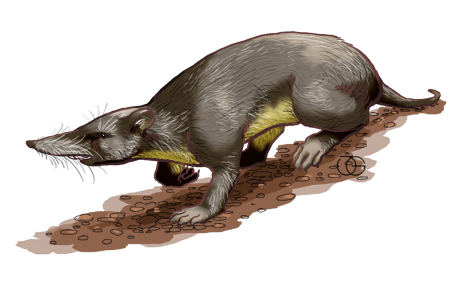
Nesophontes edithae

##### PodrządErinaceomorpha[1]
- - Rodzina jeżowate, Erinaceidae
    -       - Deinogalerix

  - Rodzina Amphilemuridae
    -       - Pholidocercus

##### PodrządSoricomorpha[2]
- - Rodzina Nesophontidae
    -       - Nesophontes

  - Rodzina Geolabididae
  - Rodzina Otlestidae
  - Rodzina Micropternodontidae
  - Rodzina Apternodontidae
  - Rodzina Plesiosoricidae
  - Rodzina Nyctitheriidae

#### Rządskóroskrzydłe, Dermoptera
- - Rodzina Paromomyidae
  - Rodzina Plagiomenidae?
  - Rodzina Mixodectidae?

#### Rządnietoperze, Chiroptera
- - Rodzina Archaeonycteridae
    -       - Icaronycteris

#### Rządnaczelne, Primates

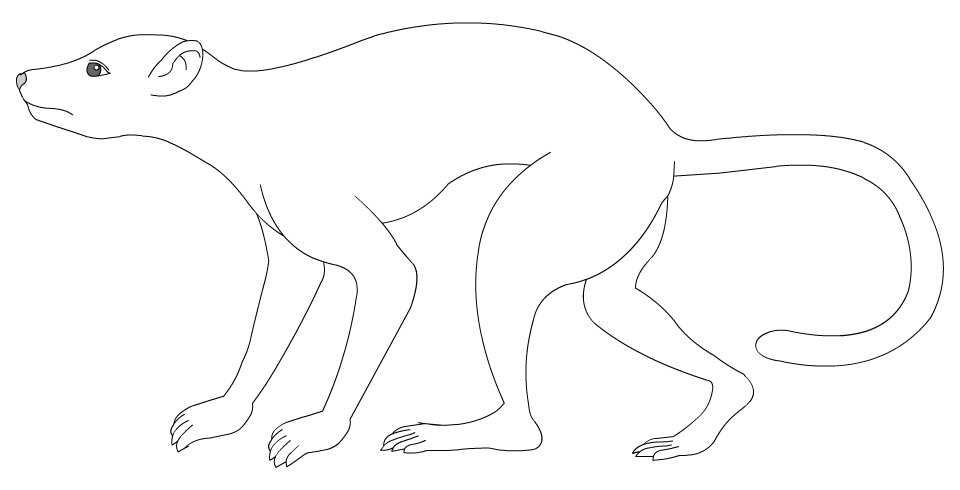
Plesiadapis

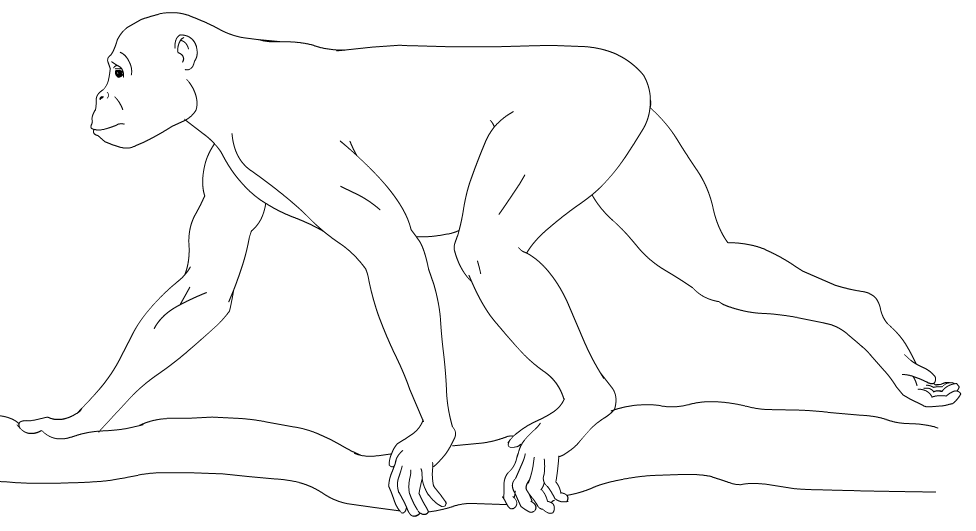
Proconsul

- - Rodzina Purgatoriidae
    -       - Purgatorius

- - Rodzina Palaechthonidae
  - Rodzina Microsyopidae
  - Rodzina Toliapinidae
  - Rodzina Micromomyidae
  - Rodzina Plesiadapidae
    -       - Plesiadapis

  - Rodzina Saxonellidae
  - Rodzina Carpolestidae
  - Rodzina Picrodontidae

- - Rodzina Omomyidae
    -       - Teilhardina

  - Rodzina Adapidae
  - Rodzina Nothactidae
    -       - Notharctus

##### PodrządStrepsirrhini
- - Rodzina Lepilemuridae
    -       - Megaladapis

  - Rodzina Adapidae
    -       - Godinotia

##### PodrządHaplorrhini
- - Rodzina Tarsiidae
  - Rodzina Eosimiidae
    -       - Eosimias

  - Rodzina Cebidae
  - Rodzina Aotidae
  - Rodzina Pitheciidae
- Nadrodzina Cercopithecoidea
  - Rodzina Cercopithecidae
    - Podrodzina Victoriapithecinae
      - Victoriapithecus

  - Rodzina Hylobatidae
- Nadrodzina Hominoidea
  - Rodzina Proconsulidae
    - Podrodzina Proconsulinae
      - Proconsul

  - Rodzina Piobatidae
    - Pliobates

  - Rodzina Dryopithecidae
    -       - Dryopithecus
      - Pierolapithecus

  - Rodzina Hominidae
    - Podrodzina Oreopithecinae
      - Oreopithecus

    - Podrodzina Ponginae
      - Gigantopitek, Gigantopithecus
      - Sivapithecus
      - Ramapithecus = Sivapithecus?

    - Podrodzina Homininae
      - Ardipithecus
      - Sahelanthropus
      - Orrorin
      - Kenyanthropus
      - Australopithecus
      - Paranthropus

- -  ?
    -       - Pliopithecus
      - Propliopithecus
      - Apidium
      - Branisella
      - Godinotia
      - Leptadapis
      - Mesopithecus
      - Necrolemur
      - Notharctus
      - Paracolobus
      - Protopithecus
      - Shoshonius
      - Teilhardina
      - Theropithecus
      - Tremacebus

#### RządAnagalida
- - Rodzina Anagalidae
  - Rodzina Pseudictopidae
  - Rodzina Astigalidae

#### Rządzajęczaki, Lagomorpha
- - Rodzina Mimotonidae?

#### Rządgryzonie, Rodentia

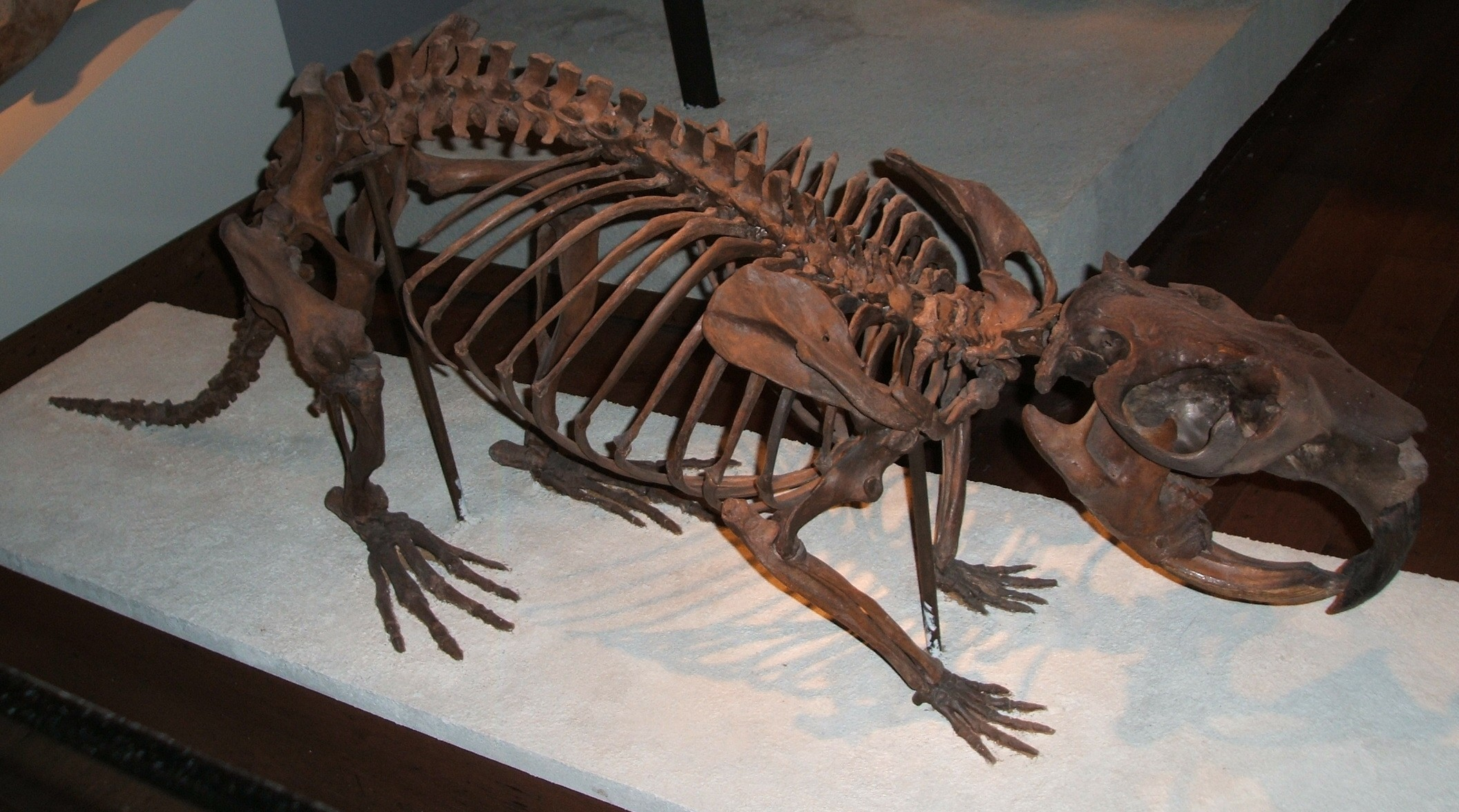
Castoroides

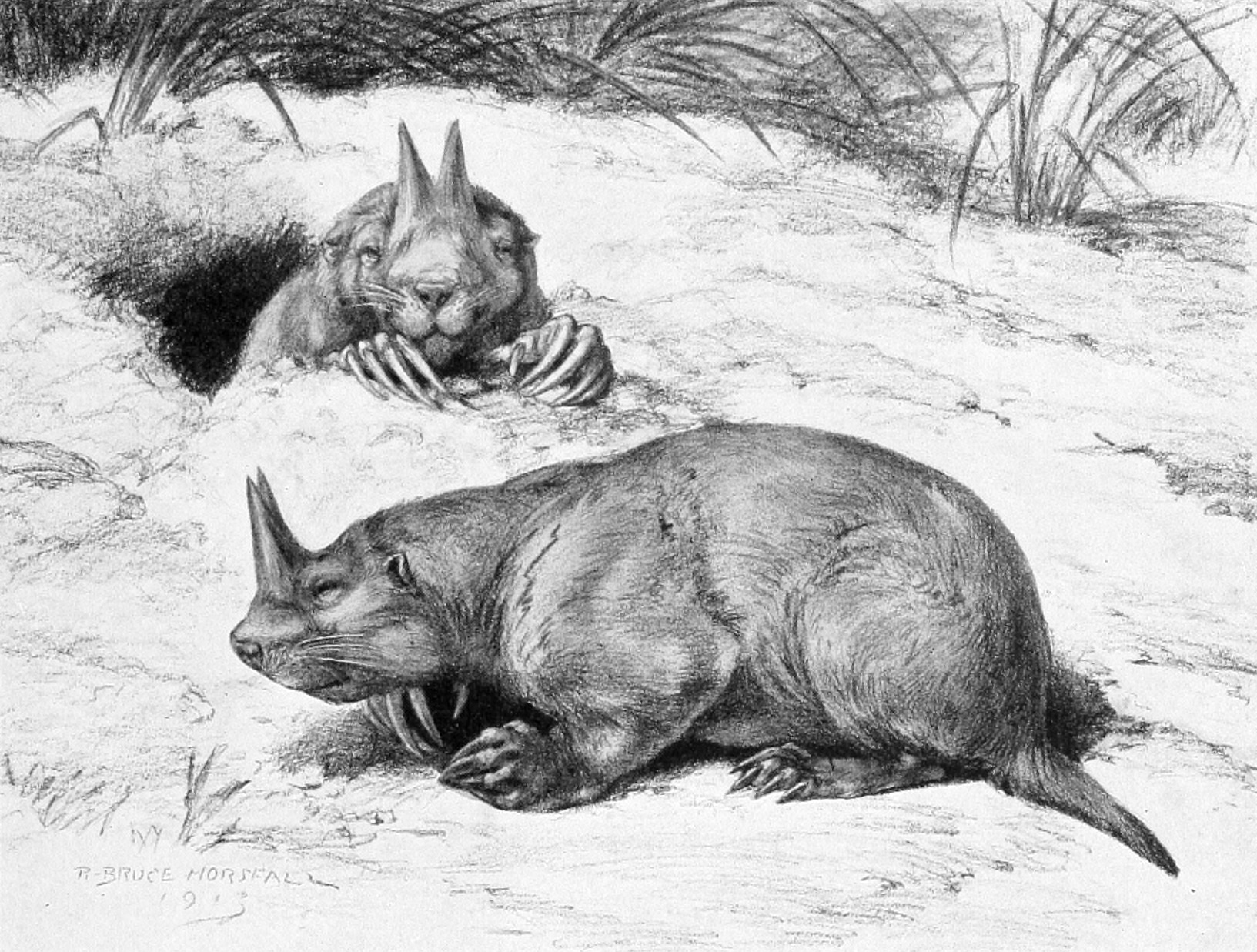
Ceratogaulus

- - Rodzina Eurymylidae
  - Rodzina Eurymylidae
  - Rodzina Paramyidae
  - Rodzina Heptaxodontidae
  -  ?
    -       - Alphagaulus
      - Birbalomys
      - Castoroides
      - Ceratogaulus
      - Eocardia
      - Eomaia scansoria
      - Eougaulus
      - Hepserogaulus
      - Ischyromys
      - Kubwaxerus
      - Megapedetes
      - Mylagaulus
      - Palaeolagus
      - Phoberomys
      - Pterogaulus
      - Steneofiber
      - Telicomys
      - Umbogaulus

#### Rządprakopytne, Condylarthra

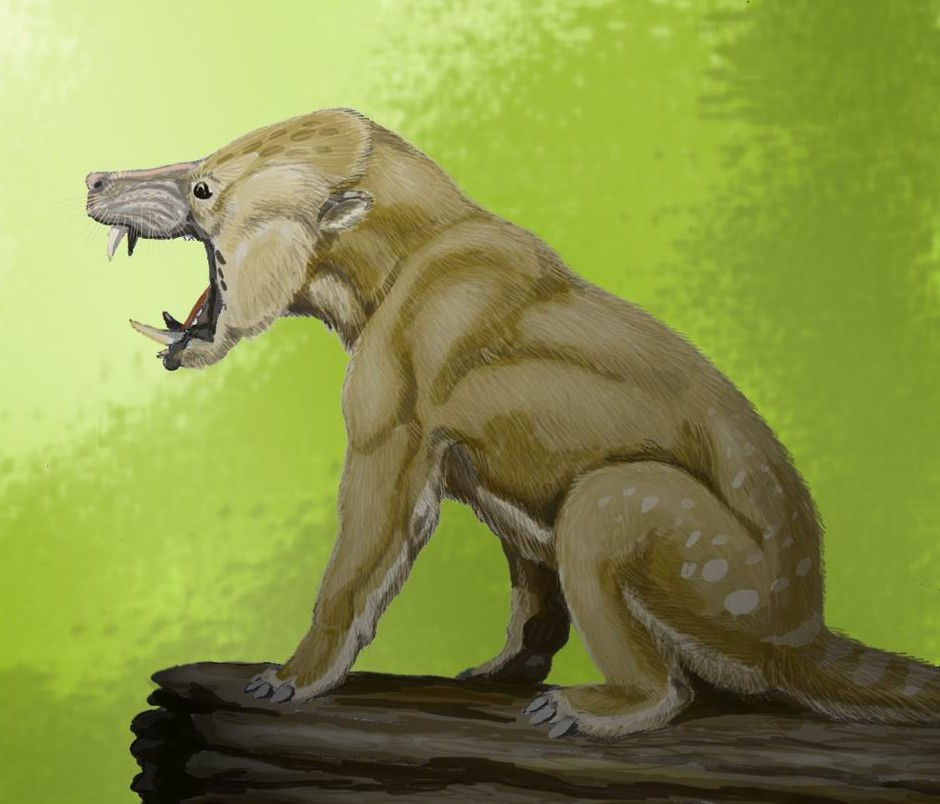
Arctocyon

- - Rodzina Arctocyonidae
  - Rodzina Periptychidae
    - Podrodzina Anisonchinae
      - Alticonus
      - Ampliconus
      - Anisonchus
      - Haploconus
      - Hemithlaeus
      - Mimatuta
      - Mithrandir

    - Podrodzina Conacodontinae
      - Conacodon
      - Oxyacodon

    - Podrodzina Periptychinae
      - Ectoconus
      - Maiorana
      - Periptychus
      - Tinuviel

    - incertae sedis
      - Auraria

- - Rodzina Hyopsodontidae
  - Rodzina Mioclaenidae
  - Rodzina Phenacodontidae
  - Rodzina Phenacodus
  - Rodzina Didolodontidae
  - Rodzina Didolodus
  - Rodzina Sparnotheriodontidae?

#### RządMesonychia[3]
- - Rodzina Triisodontidae
    -       - Andrewsarchus

  - Rodzina Hapalodectidae
  - Rodzina Mesonychidae
    -       - Mesonyx
      - Sinonyx
      - Jiangxia
      - Hessolestes
      - Yangtanglestes
      - Hukoutherium
      - Pachyaena
      - Harpagolestes
      - Ankalagon
      - Dissacus
      - Mongolonyx
      - Guilestes
      - Mongolestes
      - Synoplotherium

#### RządLitopterny, Litopterna
- - Rodzina Protolipternidae
- Nadrodzina Macrauchenioidea
  - Rodzina Macraucheniidae
    -       - Cramauchenia
      - Makrauchenia, Macrauchenia
      - Macrauchenidia
      - Paranauchenia
      - Promacrauchenia
      - Scalabrinitherium
      - Theosodon
      - Victorlemoinea
      - Windhausenia
      - Xenorhinotherium

  - Rodzina Notonychopidae
  - Rodzina Adianthidae
- Nadrodzina Proterothrrioidea
  - Rodzina Prototheriidae
    -       - Diadiaphorus
      - Thoatherium

#### RządNotoungulata

##### PodrządNotioprogonia
- - Rodzina Henricosborniidae
  - Rodzina Notostylopidae
    -       - Notostylops

##### PodrządToxodontia
- - Rodzina Isotemnidae
    -       - Thomashuxleya

  - Rodzina Leontiniidae
    -       - Scarrittia

  - Rodzina Notohippidae
    -       - Rhynchippus

  - Rodzina Toxodontidae
    -       - Adinotherium
      - Toxodon
      - Trigodon

  - Rodzina Homalodotheriidae
    -       - Chasicotherium
      - Homalodotherium

##### PodrządTypotheria
- - Rodzina Oldfieldthomasiidae
  - Rodzina Interatheriidae
    -       - Protypotherium

  - Rodzina Archaeopithecidae
  - Rodzina Campanorcidae
  - Rodzina Mesotheriidae
    - Podrodzina Fiandraiinae
      - Fiandraia

    - Podrodzina Mesotheriinae
      - Altitypotherium
      - Caraguatypotherium
      - Eotypotherium
      - Eutypotherium
      - Hypsitherium
      - Mesotherium
      - Microtypotherium
      - Plesiotypotherium
      - Pseudotypotherium
      - Typotheriopsis

    - Podrodzina Trachytheriinae
      - Anatrachytherus
      - Trachytherus

##### PodrządHegetotheria
- - Rodzina Archaeohyracidae
    -       - Eohyrax

  - Rodzina Hegetotheriidae
    -       - Hemihegetotherium
      - Pachyrukhos

#### RządAstrapotheria
- - Rodzina Eoastrapostylopidae
  - Rodzina Trigonostylopidae
    -       - Trigonostylops

  - Rodzina Astrapotheriidae
    -       - Astrapotherium

#### RządXenungulata
- - Rodzina Etayoidae
    -       - Etayoa

  - Rodzina Carodniidae
    -       - Carodnia

#### RządPyrotheria
- - Rodzina Pyrotheridae
    -       - Pyrotherium
      - Propyrotherium
      - Carlozittelia
      - Gryphodon
      - Proticia
      - Baguatherium
      - Colombitherium